# Chouxia mollis
Chouxia mollis là một loài thực vật có hoa trong họ Bồ hòn. Loài này được G.E.Schatz, Gereau & Lowry mô tả khoa học đầu tiên năm 1999.